# Ralph Firman
Ralph David Firman Jr. (ur. 20 maja 1975 w Norwich, Norfolk) – irlandzki kierowca wyścigowy, który w początkach kariery startował z brytyjską licencją.

## Życiorys

### Początki kariery
Karierę rozpoczął od startów w kartingu. Po jej zakończeniu postanowił rozpocząć poważną karierę wyścigową. Od początku zapowiadał się na bardzo dobrego kierowcę, czego dowodem była nagroda McLaren Autosport BRDC Award na najbardziej obiecującego brytyjskiego kierowcę 1993 roku. Przełomowym momentem w karierze Irlandczyka był rok 1996, kiedy to zdobył tytuł w Brytyjskiej Formule 3 oraz zwyciężył w prestiżowym Grand Prix Makau, po zaciętej walce z Włochem Jarno Trullim. Mimo tych sukcesów, to Włoch znalazł dla siebie miejsce w Formule 1. W 2002 roku wyjechał do Japonii, by startować w Formule Nippon. Nieoczekiwanie już w pierwszym roku startów został jej mistrzem. Po tym sukcesie wreszcie dostał szansę angażu w najwyższej serii wyścigowej.

### Formuła 1
W Formule 1, dzięki sukcesom oraz bogatym sponsorom, zadebiutował w roku 2003, w irlandzkiej stajni Jordan. Debiut w serii nie był jednak udany dla Ralpha. Przez cały sezon wyraźnie odstawał rezultatami od swojego partnera, Giancarlo Fisichellę, który nawet zdołał wygrać wyścig. Ostatecznie pierwszy i ostatni dla siebie rok w elicie zakończył na 20. pozycji w klasyfikacji generalnej z dorobkiem zaledwie jednego punktu, zdobytego w sprzyjających okolicznościach, podczas Grand Prix Hiszpanii.
W 2003 na GP Węgier miał wypadek, po którym pojechał do szpitala na 3 dni.

### Po Formule 1
Po tym, jak w 2004 roku nie znalazł dla siebie miejsca w F1, postanowił wystartować w słynnym 24-godzinnym wyścigu Le Mans, który zakończył przedwcześnie. W sierpniu tego samego roku odbywał testy w nowo utworzonej serii A1 Grand Prix, w której chciał spróbować swych sił. Mimo dużych nadziei Firmana oraz jego narodowej ekipy Irlandii, nie wszystko ułożyło się po ich myśli. Zamiast walki o tytuł, była walka o pojedyncze punkty, które ostatecznie pozwoliły zakończyć zmagania na 8. pozycji, z dużą stratą do czołówki. Po braku znaczących sukcesów w Europie, postanowił ponownie wyjechać do Japonii, jednak tym razem w celu angażu w japońskich samochodach sportowych – SuperGT. Jak się okazało, Irlandczyk bardzo szybko odnalazł się w tym serialu, będąc w debiucie sklasyfikowanym na 4. miejscu w generalce. W drugim roku startów okazał się już najlepszy. W obu sezonach partnerował mu Japończyk, Daisuke Itō.

## Wyniki

### Formuła 1
| Rok  | Zespół            | Samochód    | Silnik           | Wyniki w poszczególnych eliminacjach | Wyniki w poszczególnych eliminacjach | Wyniki w poszczególnych eliminacjach | Wyniki w poszczególnych eliminacjach | Wyniki w poszczególnych eliminacjach | Wyniki w poszczególnych eliminacjach | Wyniki w poszczególnych eliminacjach | Wyniki w poszczególnych eliminacjach | Wyniki w poszczególnych eliminacjach | Wyniki w poszczególnych eliminacjach | Wyniki w poszczególnych eliminacjach | Wyniki w poszczególnych eliminacjach | Wyniki w poszczególnych eliminacjach | Wyniki w poszczególnych eliminacjach | Wyniki w poszczególnych eliminacjach | Wyniki w poszczególnych eliminacjach | Pkt. | Msc. |
| ---- | ----------------- | ----------- | ---------------- | ------------------------------------ | ------------------------------------ | ------------------------------------ | ------------------------------------ | ------------------------------------ | ------------------------------------ | ------------------------------------ | ------------------------------------ | ------------------------------------ | ------------------------------------ | ------------------------------------ | ------------------------------------ | ------------------------------------ | ------------------------------------ | ------------------------------------ | ------------------------------------ | ---- | ---- |
| 2003 | Jordan Grand Prix | Jordan EJ13 | Ford RS1 3.0 V10 | Australia                            | Malezja                              | Brazylia                             | San Marino                           | Hiszpania                            | Austria                              | Monako                               | Kanada                               | Unia Europejska                      | Wielka Brytania                      | Francja                              | Niemcy                               | Węgry                                | Belgia                               | Włochy                               | Stany Zjednoczone                    | 1    | 19   |
| 2003 | Jordan Grand Prix | Jordan EJ13 | Ford RS1 3.0 V10 | NU                                   | 10                                   | NU                                   | NU                                   | 8                                    | 11                                   | 12                                   | NU                                   | 11                                   | 15                                   | 13                                   | NU                                   | NW                                   | -                                    | NU                                   | 14                                   | 1    | 19   |